# Зееман, Хорст
Хорст Зе́еман (нем. Horst Seemann; 11 апреля 1937, Běhánky — 6 января 2000, Thanning (Egling), Бавария) — немецкий кинорежиссёр.

## Биография
В 1958—1962 учился в Высшей киношколе в Бабельсберге. Был ассистентом режиссёра у Сергея Герасимова («Люди и звери») и Гюнтера Райша («Вор из Сан-Маренго»). Предпочтение отдавал комедиям и биографическим фильмам. Часто писал музыку к своим фильмам. Участник международных кинофестивалей.

## Избранная фильмография

### Режиссёр
- 1963 — Проклятье злым делам / Das Stacheltier — Der Fluch der bösen Tat (к/м)
- 1967 — Свадебная ночь под дождём / Hochzeitsnacht im Regen (музыкальный)
- 1969 — Время жить / Zeit zu leben (в советском прокате — «Только правда»)
- 1970 — Выстрелы под виселицей / Schüsse unterm Galgen (в советском прокате — «Похищенный»)
- 1971 — Объяснение в любви к Г. Т. / Liebeserklärung an G.T.
- 1972 — Спелые вишни / Reife kirschen
- 1975 — Сузи, милая Сузи / Suse, liebe Suse
- 1976 — Бетховен. Дни жизни / Beethoven — Tage aus einem Leben
- 1978 — Флёр Лафонтен / Fleur Lafontaine
- 1980 — Мельница Левина / Levins Mühle (по Йоханнесу Бобровски)
- 1983 — Женщины-врачи / Ärztinnen
- 1985 — Визит к Ван Гогу / Besuch bei Van Gogh

## Награды
- 1969 — Национальная премия ГДР
- 1973 — номинация на Гран-при Московского международного кинофестиваля («Спелые вишни»)
- 1982 — Национальная премия ГДР
- 1983 — номинация на «Золотой Медведь» 34-го Берлинского международного кинофестиваля («Женщины-врачи»)